# Aline Afanoukoé
Aline Afanoukoé, née le 12 décembre 1973, est une journaliste, chroniqueuse et animatrice de radio, de télévision, comédienne, disc jockey et directrice artistique française.

## Biographie

### Jeunesse et débuts
Aline Afanoukoé, née en 1973, grandit à Villeneuve-la-Garenne, et fait des études de lettres modernes et d'art théâtral, avec notamment pour sujet de son mémoire « La place des comédiens noirs en France ».

### Parcours à la radio
À partir de 1999, après un stage chez la station, elle travaille pendant 10 ans à Radio Nova, animant des émissions musicales, durant lesquelles elle découvre de nombreux chanteurs, dont Ayọ et Justice. Elle est ainsi amenée à présenter les Novamix, les Nuits Zébrées et Le Deuxième Sous-Sol du Grand Magasin, émission dans laquelle elle s'entretient avec une personnalité dans l'obscurité totale.
Aline Afanoukoé présente également Top 50 et Le Top d'Aline sur Europe 1. Elle intervient également sur cette même station en tant que chroniqueuse dans l'émission Café Culture animé par Pierre de Vilno. À l'été 2011, elle présente, sur Europe 1, Mes Tops à moi. Peu après, elle disparaît des ondes d'Europe 1 avec les émissions Café Culture, Top 50 et Le Top d'Aline supprimées sans explication. Pierre de Vilno devient aussi le présentateur des flashs d'informations ; le PDG d'Europe 1 souhaitant officiellement recentrer la radio sur ses fondements, l'information et l'actualité.
Aline Afanoukoé intervient, de septembre à décembre 2011, dans l'émission Les Affranchis présentée par Isabelle Giordano sur France Inter ; Giordano déclare à cette occasion qu'elle apprécie beaucoup Afanoukoé et qu'elle voulait travailler avec elle depuis longtemps[réf. nécessaire]. Aline Afanoukoé est présente de nouveau sur France Inter durant la deuxième saison de l'émission Si tu écoutes, j'annule tout, en 2015-2016, intervenant comme chroniqueuse musicale.
Durant l'été 2016, elle anime l'émission musicale Les Soirées de l'Été, sur France Inter, et à partir de septembre 2016, elle anime l'émission Playlist, sur France Inter également.
À partir de février 2021, elle remplace Mathilde Serrell sur France Inter pour la chronique Le mur du son dans Le 7/9
Le 18 juin 2021, elle rejoint l'équipe de Par Jupiter !, émission phare de France Inter le temps d'une chronique musicale évoquant le parcours de James BKS, puis reprend une chronique régulière à partir de septembre 2021.
Depuis 2021, elle anime Haute fidélité, l'émission musicale de la grille d'été de France Inter.
À la rentrée 2022, elle rejoint l'équipe de la matinale du 7/9h30 de France Inter pour animer une chronique musicale quotidienne, Musicaline. L'émission est reconduite à la rentrée 2023 sous la nouvelle formule du 7/10.

### Parcours à la télévision
Aline Afanoukoé anime d'abord des magazines sur les chaînes de télévision France 5 et Voyage. À partir de janvier 2011, elle présente le magazine L'Œil en coulisse, sur France 2. Toujours en 2011, sur la même chaîne, elle anime avec Marie Drucker les Victoires de la Musique. Entre 2011 et 2012, elle anime avec Fred Musa plusieurs émissions culturelles, sur France Ô :
- Nuit Africaine, le 11 juin 2011 (concert de musiques africaines au Stade de France),
- La Nuit des Cultures Urbaines, le 4 mars 2012,
- Spécial 30 ans du Hip hop, le 18 décembre 2012.

En octobre 2011, Aline Afanoukoé présente l'émission musicale Aline au pays des merveilles, sur France Ô, dans laquelle elle traite de l'actualité musicale française et internationale, en recevant des artistes de tous styles musicaux tels que Gilberto Gil, Manu Dibango, Nas, Metronomy, Archive, Sébastien Tellier, Afrika Bambaataa ou encore Bobby Womack. Le programme s'arrête en 2013. En novembre 2012, elle anime l'émission Soul Nation, en hommage au programme musical Soul Train, sur France Ô.
En 2013, elle apparaît dans le documentaire The Parisienne, sur Canal+. Dans le cadre du programme Palace of Soul, Aline Afanoukoé présente, en juillet 2013, sur Arte, la collection documentaire Les Années Soul Train, toujours en hommage à Soul Train. Depuis 2013, Aline Afanoukoé anime l'émission musicale mensuelle Le Ring, sur France Ô, dans l'ambiance d'une salle de boxe : elle présente et s'entretient avec 2 artistes qui, ensuite, interprètent leurs chansons sur scène.
En 2014, elle apparaît dans la saison 2 de la série Caïn, sur France 2. Aline Afanoukoé présente les émissions thématiques Great Black Music, Marvin Gaye, 30 ans déjà, Les Divas de la Black Music et Great Black Music : Nuit des Divas en 2014, sur France Ô. De 2014 à 2015, elle intervient en tant que chroniqueuse dans l'émission Un Soir à la Tour Eiffel, présentée par Alessandra Sublet, le mercredi en deuxième partie de soirée, sur France 2.
En juin 2015, elle fait partie du TVLab, le concours de programmes de flux TV de France 4, présenté par Julia Molkhou. Elle y est membre du jury, présidé par Pierre Lescure, en compagnie notamment de Leïla Kaddour-Boudadi, Olivier Delacroix et Natoo. En 2015, Aline Afanoukoé est chroniqueuse dans Folin Hebdo, un talk-show présenté par Sébastien Folin et diffusé sur France Ô. À cette occasion, elle retrouve Leïla Kaddour-Boudadi.
En 2016, elle présente la saison 3 de l'émission musicale Music Explorer, sur France Ô. En septembre 2016, Aline Afanoukoé devient chroniqueuse dans Actuality, l'émission présentée par Thomas Thouroude, du lundi au vendredi à 17h45, sur France 2.

### Activités annexes
Aline Afanoukoé s'initie au théâtre, à l'été 2013, en jouant Carise dans La Dispute, de Marivaux, au Festival off d'Avignon, puis en 2014, en jouant dans No Love ? au théâtre Montmartre-Galabru, dans une adaptation des textes de Xavier Durringer. Le 30 mars 2016, elle est la directrice artistique de la soirée d’inauguration de l’exposition Seydou Keïta, au Grand Palais de Paris, et le 4 avril, elle présente le 6e prix de la création musicale, dans les salons de l’hôtel de ville de Paris.
Elle prête sa voix au personnage de Madame dans le film d'animation La Traversée.

## Distinctions
- Chevalière de l'ordre des Arts et des Lettres (2023)